# Teatro Lessing

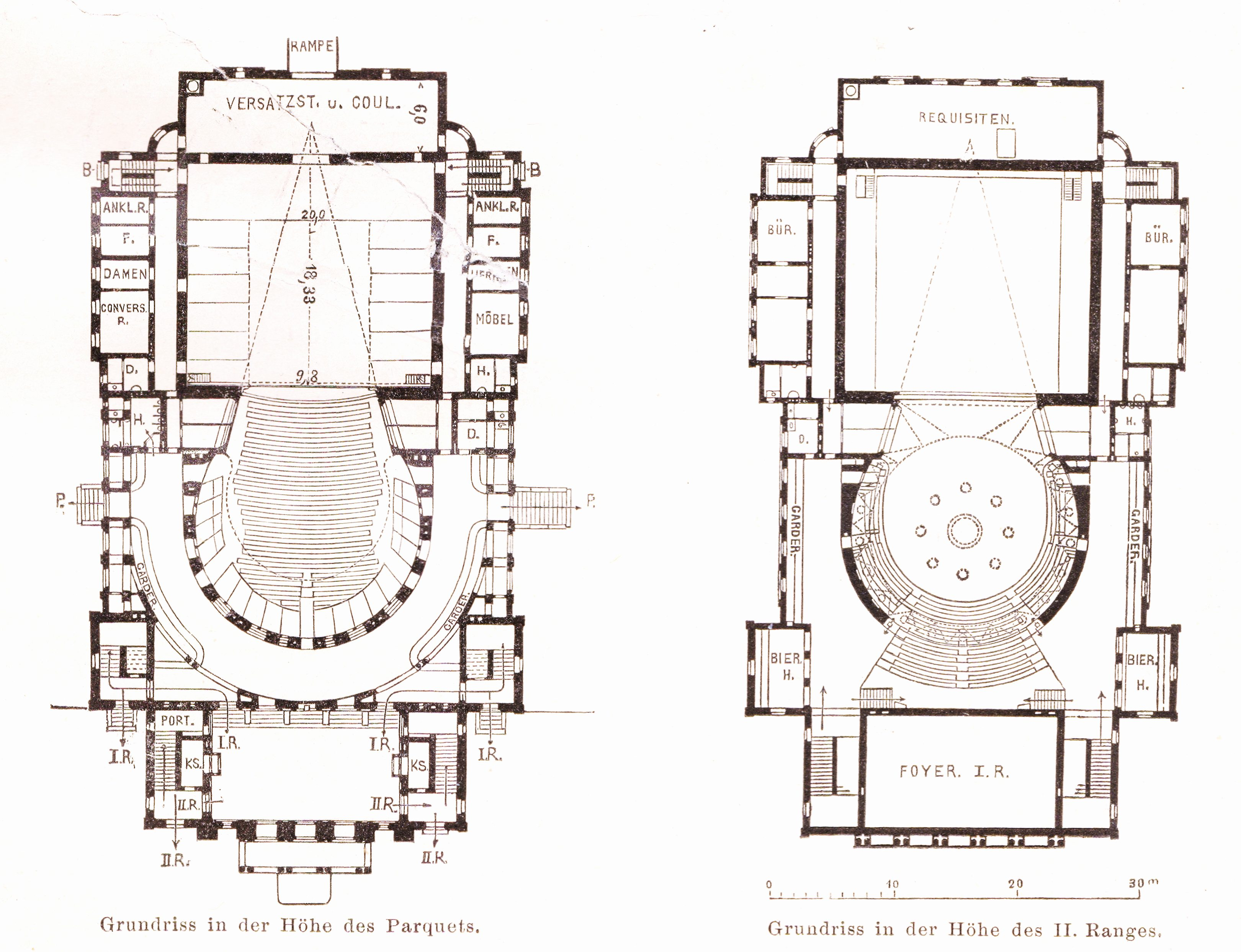

Teatro Lessing (Lessingtheater) fue un famoso teatro del centro de Berlín construido entre  1887-1888 por Julius Hennicke y Hermann Philipp.
Ubicado en la Friedrich-Karl-Ufer 1 y con 1033 localidades se inauguró el 11 de septiembre de 1888 con la pieza "Nathan der Weise" de Gothold E. Lessing.
Importante muestra de la arquitectura historicista fue destruido durante los bombardeos de abril de 1945.

## Estrenos
- Gerhart Hauptmann: Vor Sonnenaufgang (1889)
- Henrik Ibsen: Bygmester Solness ( 1893)
- August Strindberg: Leka med Elden (1893)
- Arno Holz und Oskar Jerschke: Traumulus ( 1904)
- Arthur Schnitzler: Anatol (1910)
- Gerhart Hauptmann: Die Ratten (1911)
- Franz Werfel: Die Troerinnen (1916)
- Carl Zuckmayer: Schinderhannes (1927)
- Carl Zuckmayer: Katharina Knie (1928)
- Friedrich Wolf: Cyankali (1929)

## Literatura
- Joachim Wilcke: Das Lessingtheater in Berlin unter Oscar Blumenthal (1888-1898). Eine Untersuchung mit besonderer Berücksichtigung der zeitgenössischen Theaterkritik. , FU Berlin, 1958
- Werner Buth: Das Lessingtheater in Berlin unter der Direktion von Otto Brahm. FU Berlin, 1965
- Harald Zielske: Deutsche Theaterbauten bis zum zweiten Weltkrieg. Berlín 1971, S. 175-178